# Do What You're Told
Do What You're Told är en poplåt framförd av Sebastian Karlsson. Låten var Sebastians debutsingel sedan han fått skivkontrakt efter sin medverkan av Idol 2005. Låten debuterade som #1 på den svenska singgellistan och låg där fyra veckor, och lämnade listan efter 24 veckor. Den tog sig sedan in på listan igen och låg där tre veckor, för att sedan åka ut och ta sig tillbaka en sista gång på singellistan. Totalt låg den 28 veckor på den svenska försäljningslistan.
Låten blev nominerad i kategorin "Årets låt" på Grammisgalan 2006. Låten låg även 1:a på trackslistan fyra veckor i rad.
Do What You're Told finns även med på Sebastians debutalbum Sebastian.

## Singelns låtlista
1. Do What You're Told
2. Bring Me Some Water

### Listplaceringar
| Lista (2006) | Topplacering |
| ------------ | ------------ |
| Sverige      | 1            |

| Hitlistan | Hitlistan | Hitlistan | Hitlistan | Hitlistan | Hitlistan | Hitlistan | Hitlistan | Hitlistan | Hitlistan | Hitlistan | Hitlistan | Hitlistan | Hitlistan | Hitlistan | Hitlistan | Hitlistan | Hitlistan | Hitlistan | Hitlistan | Hitlistan | Hitlistan | Hitlistan | Hitlistan | Hitlistan | Hitlistan | Hitlistan | Hitlistan | Hitlistan | Hitlistan | Hitlistan |    |    |
| Vecka     | 6         | 7         | 8         | 9         | 10        | 11        | 12        | 13        | 14        | 15        | 16        | 17        | 18        | 19        | 20        | 21        | 22        | 23        | 24        | 25        | 26        | 27        | 28        | 29        | 30        | 31        | 32        | 33        | 34        | 35        | 36 | 37 |
| --------- | --------- | --------- | --------- | --------- | --------- | --------- | --------- | --------- | --------- | --------- | --------- | --------- | --------- | --------- | --------- | --------- | --------- | --------- | --------- | --------- | --------- | --------- | --------- | --------- | --------- | --------- | --------- | --------- | --------- | --------- | -- | -- |
| Position  | 1         | 1         | 1         | 1         | 2         | 2         | 8         | 10        | 10        | 14        | 13        | 19        | 27        | 23        | 29        | 30        | 42        | 52        | 42        | 57        | 58        | 40        | 44        | 57        | 58        | -         | 46        | 49        | 54        | -         | -  | 60 |